# Katiba Macina
Pour les articles homonymes, voir FLM.
La katiba Macina, aussi appelée Front de libération du Macina (FLM) par les médias, est une unité combattante (katiba) salafiste djihadiste qui apparaît en janvier 2015 lors de la guerre du Mali. Active dans la région de Mopti et la région de Ségou, elle est affiliée à Ansar Dine, puis au Groupe de soutien à l'islam et aux musulmans.
« Macina » désigne toute la zone inondée du delta intérieur du Niger, c'est-à-dire la zone comprise entre les cercles de Mopti, Ténenkou et Youwarou. Le terme fait aussi référence à l'empire peul du Macina, fondé au XIXe siècle par le marabout Sékou Amadou.

## Fondation
Le nom de « Front de libération du Macina » apparaît pour la première fois en 2015 dans une communication transmise à l'agence de presse mauritanienne Alakhbar mais n'est utilisé ni par les djihadistes ni par les communautés locales,. Dans sa première communication officielle, le 18 mai 2016, le groupe se donne pour nom « katiba Macina »,,.
Dans cette même vidéo, elle affiche son affiliation à Ansar Dine, le groupe d'Iyad Ag Ghali,,,.
Le groupe serait composé majoritairement d'anciens combattants peuls, du MUJAO. Le fondateur du groupe est Amadou Koufa, un marabout qui avait été en janvier 2013 l'un des planificateur de l'offensive sur Konna,,,,.
La katiba Macina est étroitement liée à la katiba Khalid Ibn Walid, une autre brigade d'Ansar Dine active dans le sud du Mali. Selon la Direction générale de la sécurité d'État (DGSE) malienne, un Peul nommé Hassan Dicko ayant pour pseudonyme « Abou Leila » ferait le lien entre les deux groupes. Considéré comme le bras droit d'Amadou Koufa, il est arrêté le 5 septembre 2015.

## Commandement
Outre Amadou Koufa, le chef militaire est Mahmoud Barry, dit Abou Yehiya. Il est arrêté par la DGSE malienne le 26 juillet 2016 entre Nampala et Dogofry,,. Il est relâché en octobre 2020, ainsi que plusieurs autres membres du Groupe de soutien à l'islam et aux musulmans (GSIM), en échange de la libération de quatre otages, dont Soumaïla Cissé et Sophie Pétronin. Il rejoint ensuite la choura du GSIM et serait devenu le second d'Amadou Koufa.
Un autre chef du groupe est Bekaye Sangaré, tué par le garde nationale malienne à Mougna, près de Djenné, le 14 juillet 2017,.
Imrana Cissé serait l’un des idéologues du groupe.

## Effectifs
- Fin 2015, la DGSE malienne estime que la katiba Macina compte 170 hommes[3], principalement peuls.
- À la même période, le général français François Labuze, commandant de la force Barkhane au Mali, estime que la katiba Macina ne compte que quelques dizaines d'hommes[27].
- Le Monde, en mai 2016, avance le chiffre de 200 hommes[4].
- Début 2018, Le Figaro évalue de 100 à 150 le nombre de combattants sous les ordres de Koufa.

Selon le chercheur Adam Thiam toutefois, « ce chiffre ne doit pas occulter le nombre bien plus important de fidèles, d'indicateurs, de « sonnettes » et de soutiens logistiques. Quasiment tous les villages peuls du Macina auraient des ressortissants auprès de lui, preuve de sa popularité ».
En 2018, un déserteur de la katiba affirme à la FIDH que son camp, situé dans la forêt de Dinangourou, abritait à lui seul une centaine d'hommes, tandis qu'un second déserteur affirme avoir été dans un camp de la forêt de Dialloubé qui comptait 150 hommes, puis dans un camp dans une forêt près de Boulikessi qui comptait 300 hommes.
La plupart de membres de la katiba Macina sont des Peuls maliens, mais le groupe comprend aussi des combattants issus d'autres ethnies et d'autres nationalités.

## Organisation
La katiba Macina fonctionne de manière décentralisée tout en disposant d’une chaîne de commandement bien organisée.
Outre son noyau dans le delta intérieur, le groupe comprend de nombreuses unités, chacune appelée markaz (« centre », en arabe) et fonctionnant sur le même modèle : un chef, l’amirou markaz, assisté d’un commandant militaire, d’une choura (conseil consultatif), et d’un qadi (« juge », en arabe). Chaque amirou markaz siège en principe au sein du Majlis al-choura (conseil consultatif) principal du mouvement, qui est dirigé par Koufa et comprend d’autres prédicateurs islamiques. Chaque markaz exerce son autorité sur sa zone, souvent en collaboration avec les notables locaux, tout en suivant les ordres de la direction de la katiba Macina, même dans les markaz hors du delta intérieur qui semblent bénéficier de plus d’autonomie que les autres.
Les djihadistes se déplacent en petits groupes et établissent des camps mobiles dans les forêts. Ces yimbé laddé (« hommes de la brousse » en fulfulde), comme les appelle la population locale, peuvent compter sur leurs sympathisants dans les villages pour obtenir un soutien matériel et logistique, ainsi que des renseignements.
Quelques femmes, mariées à des combattants, se trouvent également dans ces camps : elles font office de cuisinières ou de lavandières, mais ne combattent jamais.
Les djihadistes se déplacent à deux par motos dans des foires pour s'occuper du ravitaillement. Ils apparaissent parfois en plus grand nombre dans les villages, notamment la nuit, pour rappeler leur présence et prêchent parfois le vendredi dans des mosquées.
Les combattants ne semblent pas toucher de salaire fixe et sont payés pour chaque mission.

## Stratégie et actions
Avec le soutien d'Ansar Dine, le groupe se charge d'étendre l'insurrection djihadiste au sud du Mali.
La première action connue du groupe est l'attaque de Nampala le 5 janvier 2015, puis celle de Ténenkou le 16 janvier,,,.
Le groupe mène une stratégie d'assassinats ciblés et d'enlèvements des représentants de l'État malien, comme les membres des forces de défense et de sécurité, les agents des eaux et forêts, les conseillers municipaux, les magistrats et les enseignants, ainsi que des notables ou des informateurs. Il impose également la fermeture des écoles publiques : ainsi, entre 2015 et fin 2018, les menaces provoquent la fermeture de 464 écoles de la région de Mopti et 14 écoles de la région de Ségou, ce qui représentait 65 % des écoles fermées du pays (d'après la FIDH et l'Association malienne des Droits de l’Homme (AMDH)).
Les djihadistes vont s'efforcer de gérer les zones conquises. Ainsi, selon un rapport de la FIDH et de l'AMDH (20 novembre 2018) : « Bénéficiant d’un large réseau de soutien et sans occuper militairement les villes et les villages, le groupe impose pourtant sa loi et remplace de facto les autorités. Ils s’en prennent également aux civils et aux populations auxquels ils accordent leur « protection » ; rendent la justice en imposant la loi islamique (sharia) ; règlent les contentieux en matières foncières, sociales et pénales ; gèrent l’accès aux ressources, notamment les pâturages et prélèvent des taxes (zakat) ; et imposent un mode de vie religieux radical (prières obligatoires) particulièrement à l’égard des femmes (tenue vestimentaire, comportement, obligations, etc.). Des dizaines de villages vivent aujourd’hui sous leur joug. Tous ceux qui s’opposent à eux n’ont qu’un seul choix : « partir ou mourir » ». Les djihadistes édictent « un certain nombre de règles, qui diffèrent d’un endroit à l’autre, et qui sont appliquées avec plus ou moins de rigueur : les femmes ne peuvent plus sortir du village sans être accompagnées par un homme ; elles ne peuvent plus se baigner dans la rivière ; les manifestations de baptêmes ou de mariages sont prohibées ; la musique est interdite, etc. ». De plus, « lorsque l’armée patrouille dans un village, ils viennent le lendemain et capturent ceux qui ont été vus en train de parler aux soldats. Ceux-là seront interrogés. Certains seront libérés. D'autres seront tués ». Plusieurs cas de viols commis par des djihadistes de la katiba Macina sont également rapportés.
Dans un rapport publié le 14 avril 2015, Human Rights Watch accuse le groupe d'avoir exécuté sommairement au moins cinq civils,
Le 10 août 2015, Souleyman Mohamed Kennen, un proche d'Amadou Koufa également lié à Al-Mourabitoune, revendique l'attaque de l'hôtel Byblos de Sévaré. Pour RFI, ces deux revendications semblent indiquer qu'il existe des passerelles entre les différents groupes djihadistes,.
Le 23 novembre 2015, la katiba Macina revendique l'attentat du Radisson Blu de Bamako qu'il affirme avoir mené avec le soutien d'Ansar Dine ; le groupe déclare que cinq hommes ont pris part à l'attaque, que deux ont été tués et que trois sont parvenus à s'enfuir. Ses déclarations sont cependant contradictoires à celles d'Al-Mourabitoune, qui avait également revendiqué l'attaque trois jours plus tôt,,
Le 8 mars 2016, un collectif regroupant responsables gouvernementaux, élus locaux, chefs religieux, associations et notables, affirme être parvenus, au cours de plusieurs semaines de négociations et d'une « campagne de sensibilisation », à convaincre 200 jeunes hommes de quitter les rangs des djihadistes. Il s'agirait selon eux essentiellement de membres du Front de libération du Macina dans la région de Mopti,.
La katiba Macina revendique l'attaque de Nampala le 19 juillet 2016.
Au cours de l'année 2018, la katiba Macina mène plusieurs combats contre les chasseurs dozos, responsables de nombreuses attaques contre les Peuls : onze dozos auraient été tués le 12 mars à Nouhoun-Bozo, dans le cercle de Djenné, dix le 21 avril à Macina et dix le 5 mai à Mamba, dans le cercle de Ténenkou.

## Moteurs de la radicalisation et du recrutement

### Une révolte sociale au sein de la communauté peule locale
Dans un rapport publié le 20 novembre 2018, la FIDH et l'AMDH estiment que « Loin de l’image d’un groupe armé homogène, la disparité des parcours et des motivations des « terroristes » renvoie à une réalité plus complexe : il s’agit avant tout d’une révolte sociale, notamment de bergers peuls nomades, pour renverser un ordre établi et prédateur, catalysée par un prédicateur charismatique issu de la région. La radicalisation personnelle et les alliances d’Amadou Koufa achèvent d’ancrer le groupe dans le camp des djihadistes. Les discours religieux du prédicateur ne peuvent cependant pas effacer complètement les dimensions communautaires du conflit social et sociétal du centre du pays ».
Pour l'universitaire Dougoukolo Alpha Oumar Ba-Konaré : « Considérant les Peuls comme étant des alliés naturels des djihadistes, du fait de l’histoire fondatrice du Macina au XIXe siècle (dont il s’approprie l’héritage), Kouffa invite tous les musulmans à le rejoindre et à lutter contre l’État malien. Cependant, il indique bien dans des prêches qu’il ne mène pas cette guerre de régénération sociale au nom d’une communauté particulière, mais dans une certaine forme d’égalitarisme inclusif ». De fait, Amadou Koufa est un Peul qui s’en est pris, du fait de son origine sociale modeste, à l’aristocratie de cette région, représentée par le clan Barry, rassemblant les descendants de Sékou Amadou, et de façon générale à l’élite de cette région. Ceci n'est probablement pas étranger à sa décision de détruire les murs du mausolée consacré à Sekou Amadou à Hamdallaye, la capitale de l’empire du Macina, même si l'orthodoxie religieuse le menait à rejeter le culte qu’on continuait de vouer au fondateur de l’empire comme contraire à l'islam.
Dans un souci d’égalité sociale et par rejet de l'ordre établi, Amadou Koufa vilipende ainsi les riches, les familles maraboutiques enrichies par la mendicité des talibés, tout en dénonçant l’absence de mobilité sociale et ne glorifiant que les bergers, c'est-à-dire les petites gens.
Sur le terrain, l'intégration à la katiba représente, comme pour tous les autres groupes de la zone, une opportunité d'enrichissement de la mobilité sociale pour les jeunes issus de milieux très pauvres, attirés par la perspective de l’acquisition d’une moto, d’une arme qui va leur conférer un pouvoir et une reconnaissance sociale.

### La protection de l'islam et la défense de l'orthodoxie religieuse
Amadou Koufa accuse l’État « mécréant » de vouloir anéantir l’islam et ses représentants, et rejette en bloc son personnel politique et administratif qui organise son fonctionnement, notamment l’Assemblée nationale.
Rejoignant la volonté de révolte sociale, Koufa adresse des attaques virulentes contre l’islam confrérique et ses représentants religieux, les marabouts, et leurs pratiques de maraboutage. Il dénonce aussi la marchandisation des bénédictions.

### La défense de la communauté peule
La démographie et les aléas climatiques, dans le delta intérieur du Niger, tout particulièrement, créent de violentes compétitions d'accès aux ressources entre communautés, que la lutte de la katiba Macina permet d'arbitrer en faveur de la communauté peule.
Le ralliement individuel à la katiba Macina se fait également en réaction à la menace représentée par les autres groupes armés, ex-rebelles à dominante touarègue, maure ou arabe en permettant de renforcer la protection de sa famille, de sa communauté et de ses biens matériels.

## Défections vers l’État islamique dans le Grand Sahara
Le 10 janvier 2020, de violents affrontements ont lieu entre les membres fidèles d'Amadou Koufa et quelques réfractaires près de la commune de Dogo au sein du Front de Libération du Macina. Plusieurs points de désaccords conduisent une faction de dissidents affiliée à Mamadou Mobbo à reprocher à Amadou Koufa la mauvaise gestion des ressources naturelles. Deux combattants sont tués à la suite de ces affrontements.
Mamadou Mobbo fait partie de ceux qui ont aidé Amadou Koufa à légitimer son combat dans le Macina, région dont Koufa n'est pas originaire.
Dans une vidéo publiée fin janvier, le groupe de combattants dirigés par Mamadou Mobbo fait défection en prêtant allégeance à l’État islamique et son calife Abou Ibrahim al-Hachimi al-Qourachi.